# Concurtisella
Concurtisella är ett släkte av steklar. Concurtisella ingår i familjen bracksteklar.
Kladogram enligt Catalogue of Life:
| Concurtisella | \| \| Concurtisella anoplus \| \| \| \| \| \| Concurtisella bidens \| \| \| \| |
|               | \| \| Concurtisella anoplus \| \| \| \| \| \| Concurtisella bidens \| \| \| \| |
|               | Concurtisella anoplus                                                          |
|               |                                                                                |
|               | Concurtisella bidens                                                           |
|               |                                                                                |